# (6318) Cronkite
(6318) Cronkite (provisorische Bezeichnung: 1990 WA) ist ein Asteroid des Hauptgürtels, der die Marsbahn kreuzt und am 18. November 1990 von der amerikanischen Astronomin Eleanor Helin am Palomar-Observatorium in Kalifornien entdeckt wurde.
Benannt ist der Asteroid nach dem amerikanischen Journalisten Walter Cronkite (1916–2009). Die Benennung erfolgte am 26. Oktober 1996.